# Иридодиктиум загросский
Иридодиктиум загросский (лат. Iridodictyum zagricum) — вид однодольных растений рода Иридодиктиум (Iridodictyum) семейства Ирисовые (Iridaceae).

## История
Впервые описан ботаниками Брайаном Фредериком Мэтью и Мехди Зарреем в 2009 году в составе рода Ирис (Iris).

## Распространение
Родина растения — Иран, где оно распространено на территории Иранского Курдистана. Встречается также на нескольких участках в Ираке.

## Описание
Цветки двухцветные. Листья жилистые, обычные для ирисов-иридодиктиумов. Плод — коробочка, особенности её строения являются отличительным признаком этого вида.

## Значение
Есть информация о культивировании вида.